# Elephantulus pilicaudus
Elephantulus pilicaudus — вид ссавців родини Стрибунцеві (Macroscelididae).

## Опис
Загальна довжина від 22,6 до 26,6 см, хвіст займає 11,2 до 15,1 см. Вага 38-59 грамів. Хутро дуже м'яке. Спина і верхня частина голови сіро-бура, з вкрапленнями темно-каштанового волосся. Черевна сторона, строката жовтувато-сіра. Вуха відносно великі, широкі біля основи і мають закруглений кінець. Вони мають довжину від 25 до 32 мм. Очі великі і обрамлені кільцями крем-жовтого кольору. Вібриси довгі, темного кольору.

## Поширення
Є ендеміком в ПАР, зустрічається на пн. Капській провінції і північно-західній околиці Західної Капській провінції. Всі відомі місця > 1300 м над рівнем моря. Цей вид живе на кам'янистих або валуном посипаних місцях проживання на гірських схилах або на грядах.

## Загрози та охорона
Зустрічається в області постійного тваринництва, яка не представляє прямої загрози для виду, бо він займає кам'янисті й валунові місця проживання, які не підходять для більшості сільськогосподарського або міського розвитку, немає ніяких відомих загроз для виду. Невідомо, чи зустрічається в якихось охоронних територіях крім Національного Парку Кару.